# Thriller (serie televisiva 1973)
Thriller è una serie inglese di telefilm prodotti dalla ATV tra il 1973 e il 1976.
I 43 episodi di ambientazione, appunto, thriller gialla e misteriosa scaturiscono dalla fervida penna di Brian Clemens, uno dei più noti autori della tv inglese e creatore di molti degli episodi della serie Agente speciale, nonché sceneggiatore dei film Terrore cieco e Il mostro della strada di campagna.
Gli episodi di "Thriller" non presentano serialità: ogni episodio è una storia a sé stante e presenta un cast diverso. In due episodi
appare un giovane Robert Powell, Il Cristo nello sceneggiato Gesù di Nazareth (1976) di Franco Zeffirelli.

## Episodi
| Stagione         | Episodi | Prima TV Regno Unito | Prima TV Italia |
| ---------------- | ------- | -------------------- | --------------- |
| Prima stagione   | 10      | 1973                 |                 |
| Seconda stagione | 7       | 1973                 |                 |
| Terza stagione   | 6       | 1974                 |                 |
| Quarta stagione  | 6       | 1975                 |                 |
| Quinta stagione  | 7       | 1975                 |                 |
| Sesta stagione   | 7       | 1976                 |                 |

## La sigla
Ogni episodio si apre con un incipit che presenta l'accadimento dei fatti, dopodiché si interrompe per lasciar spazio alla sigla in cui un edificio (diverso in ogni puntata) viene inquadrato attraverso un obiettivo fish-eye contornato di rosso.
Lo scorrere delle immagini distorte unito ad una inquietante musica di Laurie Johnson, rendono la sigla piuttosto ansiogena e costituiscono un elemento davvero caratterizzante per questa serie.
In Italia la serie è stata piuttosto sfortunata: distribuita dalla R.T.I.D., è andata in onda a partire dal 1979 su alcune tv locali (prevalentemente su quelle che più tardi costituiranno il circuito Modulo81), ma poi è sostanzialmente scomparsa dagli schermi. In questo circuito vennero messe in onda diverse puntate non programmate sul palinsesto della Rete 2 RAI (l'odierna RAI 2). Tra queste la prima puntata della prima stagione: "Lady Killer".
All'estero invece la serie ha mantenuto una certa notorietà anche grazie ad alcune repliche che sono state trasmesse, ne sono testimonianza i molti siti web dedicati alla serie.
La serie è stata trasmessa principalmente da Rai 2 e da Tv Elefante.
Un importante libro sulla serie (in inglese) è stato pubblicato a dicembre 2020 intitolato "A THRILLER in Every Corner" ed è disponibile in tutto il mondo in valuta locale. I dettagli sono forniti sulla homepage del sito web di "Thriller" http://www.mcmweb.co.uk/blacknun/thriller/ e recensito al seguente sito https://dobermann.wymark.org.uk/2021/01/18/a-thriller-in-every-corner/